# Йэкуно Амлак
Йэкуно Амлак (геэз ይኵኖ አምላክ, тронное имя — ተስፋ እየሱስ, Тэсфа-Ийесус, «Иисус моя надежда», в честь отца) — император Эфиопии, родоначальник Соломоновой династии.

## Биография
Большинство из того, что известно о Йэкуно Амлаке, базируется на устной традиции и средневековых агиографиях. Согласно им, будущий император учился в монастыре Истифаноса на озере Хайк, учителя которого помогли ему в дальнейшем свергнуть Етбарака, последнего императора в династии Загве.
Легенда утверждает, что Йэкуно Амлак был заключен царем на горе, впрочем ему удалось убежать. После этого он собрал сторонников в амхарских провинциях и в Шоа и с этой армией сверг с престола Етбарака.
Йэкуно Амлак выступил против королевства Дамот, которое располагалось к югу от реки Эббе.
Переписывался с византийским императором Михаилом VIII Палеологом и присылал ему в подарок нескольких жирафов. Имел хорошие отношения с мусульманскими соседями, впрочем его попытки придать особый статус эфиопскому патриарху несколько напрягли такие отношения. Йэкуно Амлак написал письмо мамлюкскому султану Бейбарсу, который был сюзереном Александрийского патриарха. В том письме негус просил султана о помощи в назначении нового эфиопского патриарха 1273 года. Когда негус не получил ответа, он обвинил султана Йемена в препятствовании эфиопскому послу в Каире.
Йэкуно Амлаку приписывают строительство церкви Геннет Марьям у Лалибэлы, в которой находятся самые ранние фрески в Эфиопии.
Потомок императора Йэкуно Амлака Баэда Марьям I перепрятал тело в церкви Атронса Марьям.